# Club Atlético River Plate 2019-2020
Questa voce raccoglie le informazioni riguardanti il River Plate nelle competizioni ufficiali della stagione 2019-2020.

## Rosa
| N. |                      | Ruolo | Calciatore             |
| -- | -------------------- | ----- | ---------------------- |
| 1  | Argentina (bandiera) | P     | Franco Armani          |
| 2  | Paraguay (bandiera)  | D     | Robert Rojas           |
| 4  | Argentina (bandiera) | D     | Fabrizio Angileri      |
| 5  | Argentina (bandiera) | C     | Bruno Zuculini         |
| 6  | Argentina (bandiera) | D     | Paulo Díaz             |
| 6  | Argentina (bandiera) | D     | Franco Paredes         |
| 7  | Argentina (bandiera) | A     | Matías Suárez          |
| 8  | Colombia (bandiera)  | C     | Jorge Carrascal        |
| 9  | Argentina (bandiera) | A     | Julián Álvarez         |
| 10 | Colombia (bandiera)  | C     | Juan Fernando Quintero |
| 11 | Uruguay (bandiera)   | A     | Nicolás De La Cruz     |
| 13 | Argentina (bandiera) | A     | Santiago Sosa          |
| 14 | Argentina (bandiera) | P     | Germán Lux             |
| 15 | Argentina (bandiera) | C     | Federico Girotti       |
| 15 | Argentina (bandiera) | C     | Exequiel Palacios      |

| N. |                      | Ruolo | Calciatore            |
| -- | -------------------- | ----- | --------------------- |
| 16 | Argentina (bandiera) | D     | Enzo Fernández        |
| 18 | Uruguay (bandiera)   | C     | Benjamín Rollheiser   |
| 19 | Colombia (bandiera)  | A     | Santos Borré          |
| 20 | Argentina (bandiera) | D     | Milton Casco          |
| 21 | Argentina (bandiera) | C     | Cristian Ferreira     |
| 22 | Argentina (bandiera) | D     | Javier Pinola         |
| 23 | Argentina (bandiera) | C     | Leonardo Ponzio       |
| 24 | Argentina (bandiera) | C     | Enzo Pérez            |
| 25 | Argentina (bandiera) | P     | Enrique Bologna       |
| 26 | Argentina (bandiera) | C     | Ignacio Fernández     |
| 27 | Argentina (bandiera) | A     | Lucas Pratto          |
| 28 | Argentina (bandiera) | D     | Lucas Martínez Quarta |
| 29 | Argentina (bandiera) | D     | Gonzalo Montiel       |
| 32 | Argentina (bandiera) | A     | Ignacio Scocco        |
| 36 | Argentina (bandiera) | D     | Lucas Beltrán         |

## Risultati

### Primera División
| Arbitro: | Fernando Rapallini |

|                  |           |                  |
| D. Batallini 19’ | Marcatori | 84’ J. Carrascal |

| Arbitro: | Germán Delfino |

|                                        |           |  |
| R. Borré 23’ (rig.) M. Suárez 30’, 87’ | Marcatori |  |

| Arbitro: | Patricio Loustau |

|              |           |                                                                                         |
| A. Solari 3’ | Marcatori | 35’, 36’ R. Borré 38’ M. Suárez 64’ (rig.) I. Fernández 68’ N. de la Cruz 71’ I. Scocco |

| Arbitro: | Néstor Pitana |

|  |           |               |
|  | Marcatori | 63’ N. Bustos |

| Buenos Aires 1 settembre 2019, ore 17:00 5ª giornata | River Plate        | 0 – 0 referto | Boca Juniors | Estadio Antonio Vespucio Liberti\| Arbitro: \| Fernando Rapallini \| |
| Arbitro:                                             | Fernando Rapallini |               |              |                                                                      |

| Arbitro: | Nicolás Lamolina |

|  |           |                                                                          |
|  | Marcatori | 19’ M. Casco 33’ (rig.) I. Fernández 45+2’ E. Palacios 50’ N. de la Cruz |

| Arbitro: | Andrés Merlos |

|                  |           |                                       |
| I. Fernández 60’ | Marcatori | 38’ N. Domínguez 83’ (rig.) T. Almada |

| Arbitro: | Patricio Loustau |

|  |           |                                |
|  | Marcatori | 22’ J. Carrascal 74’ I. Scocco |

| Arbitro: | Fernando Echenique |

|                   |           |  |
| R. Borré 58’, 60’ | Marcatori |  |

| Arbitro: | Facundo Tello |

|                                           |           |                                          |
| E. Piovi 10’ J. Kaprof 31’ N. Giménez 62’ | Marcatori | 58’, 68’ I. Scocco 87’ (aut.) F. Torrent |

| Arbitro: | Nicolás Lamolina |

|                                |           |                               |
| N. de la Cruz 53’ R. Borré 63’ | Marcatori | 80’ (aut.) L. Martínez Quarta |

| Arbitro: | Fernando Rapallini |

|             |           |                                |
| F. Gino 61’ | Marcatori | 34’ N. de la Cruz 55’ R. Borré |

| Arbitro: | Fernando Echenique |

|  |           |              |
|  | Marcatori | 46’ L. Gamba |

| Arbitro: | Fernando Rapallini |

|               |           |                   |
| S. Romero 46’ | Marcatori | 23’, 69’ R. Borré |

| Arbitro: | Néstor Pitana |

|                         |           |                                             |
| C. Lema 31’ L. Leal 36’ | Marcatori | 38’ I. Fernández 65’ R. Borré 71’ I. Scocco |

| Arbitro: | Patricio Loustau |

|  |           |              |
|  | Marcatori | 16’ A. Gaich |

| Arbitro: | Mauro Vigliano |

|  |           |               |
|  | Marcatori | 16’ M. Suárez |

| Arbitro: | Néstor Pitana |

|                                |           |  |
| R. Borré 45+3’ I. Scocco 90+2’ | Marcatori |  |

| Arbitro: | Facundo Tello |

|            |           |                               |
| W. Bou 47’ | Marcatori | 55’ I. Fernández 65’ R. Rojas |

| Arbitro: | Fernando Rapallini |

|               |           |  |
| M. Suárez 17’ | Marcatori |  |

| Arbitro: | Darío Herrera |

|  |           |                            |
|  | Marcatori | 22’ R. Borré 64’ M. Suárez |

| Arbitro: | Fernando Echenique |

|                        |           |               |
| J. Quintero 65’ (rig.) | Marcatori | 23’ J. Lucero |

| Arbitro: | Patricio Loustau |

|               |           |               |
| J. Toledo 19’ | Marcatori | 35’ M. Suárez |

### Coppa Libertadores

#### Fase a gironi
| Arbitro: | Roldán |

|               |           |                |
| Manzaneda 31’ | Marcatori | 90+6’ Ferreira |

| Buenos Aires 14 marzo 2019, ore 21:30 UTC-3 2ª giornata - Gruppo A | River Plate | 0 – 0 referto | Palestino | Stadio Monumental Antonio Vespucio Liberti\| Arbitro: \| Herrera \| |
| Arbitro:                                                           | Herrera     |               |           |                                                                     |

| Arbitro: | Ostojich |

|                         |           |                                  |
| López 18’ Edenílson 31’ | Marcatori | 42’ (rig.) Pratto 61’ De La Cruz |

| Arbitro: | Diaz de Vivar |

|                                                 |           |  |
| Suárez 15’ Martínez Quarta 54’ De La Cruz 90+3’ | Marcatori |  |

| Arbitro: | Rojas Noguera |

|  |           |                          |
|  | Marcatori | 31’ Pinola 63’ Fernández |

| Arbitro: | Maza |

|                                |           |                              |
| Álvarez 35’ Lucas Pratto 90+3’ | Marcatori | 44’, 59’ (rig.) Rafael Sóbis |

### Fase a eliminazione diretta
| Buenos Aires 24 luglio 2019, ore 19:15 UTC-3 Ottavi di finale - Andata | River Plate | 0 – 0 referto | Cruzeiro | Stadio Monumental Antonio Vespucio Liberti\| Arbitro: \| Bascuñán \| |
| Arbitro:                                                               | Bascuñán    |               |          |                                                                      |

| Arbitro: | Tobar |

|                             |                      |                                          |
| Henrique Fred David Robinho | Tiri di rigore 2 – 4 | De La Cruz Montiel Martínez Quarta Borré |

| Arbitro: | Víctor Carrillo |

|                                             |           |  |
| Fernández 7’ (rig.) Santos Borré 64’ (rig.) | Marcatori |  |

| Arbitro: | Bascuñán |

|                  |           |                |
| Nelson Valdez 7’ | Marcatori | 51’ De La Cruz |

| Arbitro: | Raphael Claus |

|                               |           |  |
| Borré 6’ (rig.) Fernández 69’ | Marcatori |  |

| Arbitro: | Sampaio |

|             |           |  |
| Hurtado 79’ | Marcatori |  |

| Arbitro: | Tobar |

|           |           |                            |
| Borré 14’ | Marcatori | Gabriel Barbosa 89’, 90+2’ |